# Eduard Erdmann
 Ikke at forveksle med Edvard Erdmann og Johann Eduard Erdmann.
Eduard Paul Ernst Erdmann (født 5. marts 1896 i Wenden Litauen, død 21. juni 1958 i Hamborg Tyskland) var en baltisk/tysk komponist og pianist.
Erdmann studrede komposition hos Heinz Tiessen. Han har skrevet 4 symfonier, hvoraf den første er dedikeret til Alban Berg. Han komponerede også orkesterværker, en klaverkoncert, og klaverstykker.
Erdmann var en kromatisk ekspressionist, og komponerede i en personlig stil med elementer lige fra Ludwig van Beethoven til Arnold Schönberg.

## Udvalgte værker
- Symfoni nr. 1 (1920) (Tilegnet Alban Berg - for orkester
- Symfoni nr. 2 (1923) (Tilegnet Ernst Krenek) - for orkester
- Symfoni nr. 3 (1947) - for orkester
- Symfoni nr. 4 (1951) (Tilegnet Hans Schmidt-Isserstedt) - for orkester
- Klaverkoncert (1928) - for klaver og orkester
- "Rondo" (1918) (Tilegnet Heinz Tiessen) -  for orkester
- "7 bagateller" 1913) - for klaver
- Strygekvartet (1937)
- "Monogrammer" (1955) – (lille Serenade) - for orkester
- "Om foråret" (1912) – for violin og klaver
- "Capricci" (1952) – for orkester
- "Ved Gardasøen" (Symfonisk digtning) (1914) – for orkester
- Sonate (1921) - for solo violin
- "Serenade" (1930) – for lille orkester
- "Den udspringende ø" (1925) – operette